# Dora Brücke-Teleky

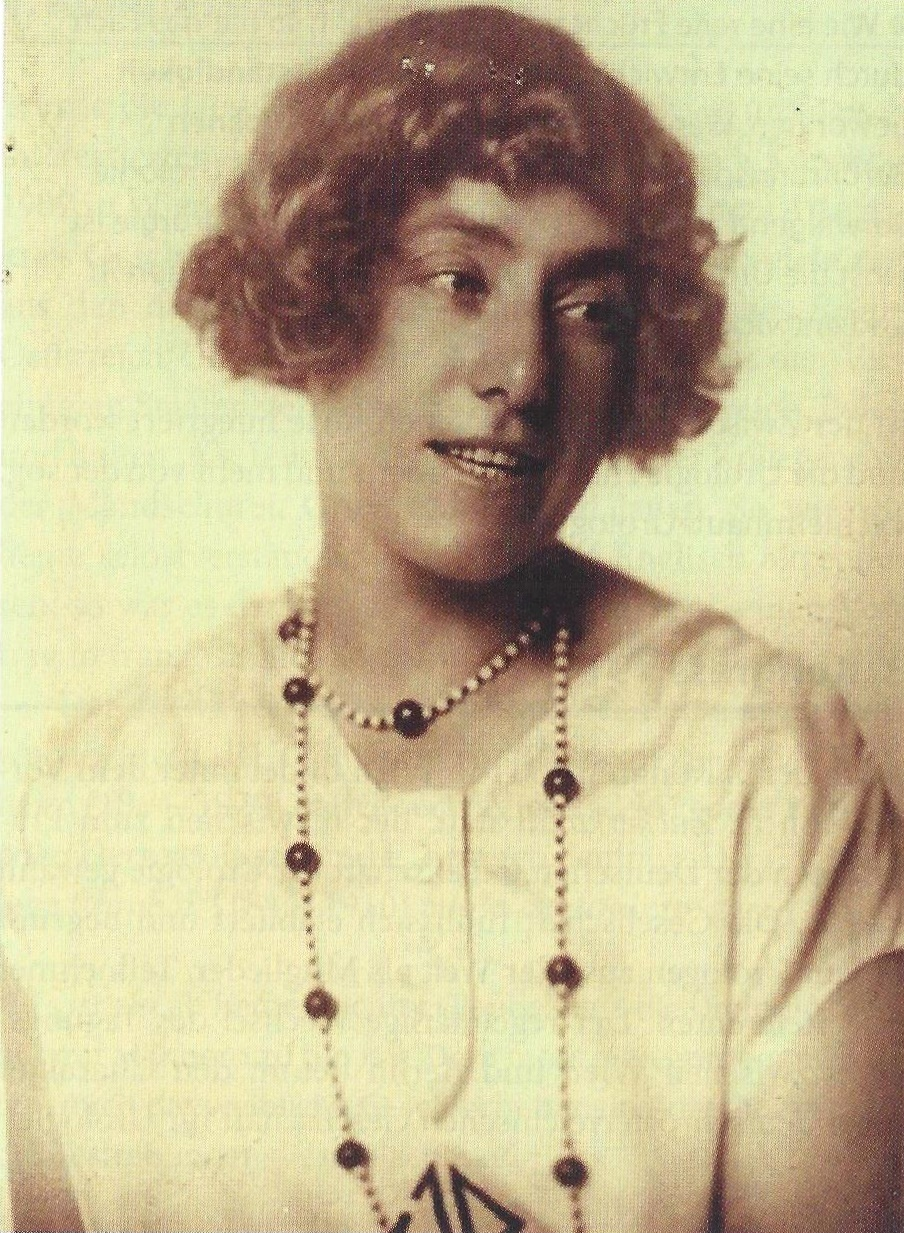
Dora Teleky

Dora Teleky (* 5. Juli 1879 in Hinterbrühl, Niederösterreich; † 19. April 1963 in Stäfa, Kanton Zürich) war eine österreichische Gynäkologin und Urologin. 1911 wurde sie als erste Frau in die Deutsche Gesellschaft für Urologie (DGU) aufgenommen.

## Leben
Dora Brücke-Teleky stammte aus einer jüdischen Familie. Ihr Vater, Hermann Teleky (1837–1921), war Allgemeinmediziner in Wien. Ihr älterer Bruder, Ludwig Teleky, gilt als Pionier der Arbeits- und Sozialmedizin. Ab 1930 war sie mit dem Neurophysiologen Ernst Theodor von Brücke (1880–1941) verheiratet.
1899 schrieb sich Dora Teleky an der Philosophischen Fakultät der Wiener Universität ein, allerdings war ihr Stundenplan stark auf ein Medizinstudium ausgerichtet. Gleichzeitig suchte sie mit ihren beiden Geschwistern um Austritt aus dem Judentum an, was mit der Diskriminierung in beruflicher Hinsicht zu tun haben dürfte. Als frühe Anhängerin Sigmund Freuds gehörte sie zu den drei Hörern, die um 1900 seine Vorlesung besuchten und war die erste Frau, die sich 1903/04 für Freuds Kurse anmeldete. Nachdem im Wintersemester 1900/1901 die Medizinische Fakultät auch den Frauen geöffnet wurde, wechselte Dora Teleky ihr Studienfach und studierte nun offiziell Medizin in Wien und in Straßburg/Elsass. Am 21. Dezember 1904 wurde sie in Wien promoviert. Danach folgte eine klinische Ausbildungszeit bis 1905 im Pathologischen-Anatomischen Institut am Wiener Allgemeinen Krankenhaus unter Anton Weichselbaum und danach bis 1907 an der I. Chirurgischen Universitätsklinik unter Anton von Eiselsberg. Die spezielle gynäkologische Ausbildung erfolgte von 1907 bis 1911 an der II. Universitätsfrauenklinik unter Rudolf Chrobak, Alfons von Rosthorn und Ernst Wertheim. 1911–1914 absolvierte sie ihre urologische Ausbildung am Wiener Rothschild Hospital unter Otto Zuckerkandl (1861–1921).
1911 wurde sie als erste Frau Mitglied der Deutschen Gesellschaft für Urologie (DGU) und hielt auf dem 3. Kongress im selben Jahr einen Vortrag mit urogynäkologischen Bezug. 1920 wird sie Mitglied in der neugegründeten Wiener Urologischen Gesellschaft. Neben ihren Aktivitäten in den fachpolitischen Organisationen und ihrer ab 1920 geführten Praxis war sie auch von 1910 bis 1934 als erste Wiener Schulärztin für vier gewerbliche Mädchen-Fortbildungsschulen und ab 1919 als Leiterin der Schwangerenfürsorgestelle tätig. Außerdem gründete Dora Teleky 1919 die Organisation Ärztinnen Wiens und war zehn Jahre lang deren Vorsitzende, daneben war sie auch noch korrespondierende Sekretärin des Internationalen Ärztinnenverbandes. Der Internationale Ärztinnenverband oder auch Medical Women’s International Association (MWIA) wurde 1919 in New York gegründet. 1928 war sie, neben den Wiener Ärztinnen Frida Becher von Rüdenhof, Pauline Feldmann und Else Volk-Friedland, Referentin bei der Delegiertenversammlung der „Internationalen Ärztinnenvereinigung“ in Bologna. Als Vertreterin der österreichischen Ärztinnen nahm Dora Brücke-Teleky im Jahr 1931, gemeinsam mit Frida Becher von Rüdenhof sowie der Präsidentin der Organisation der Ärztinnen Wien, Marianne Bauer-Jokl (1885–1980), am 4. Internationalen Ärztinnenkongress in Wien, sowie 1934 am 7. Internationalen Ärztinnenkongress in Stockholm teil.
Nach dem Anschluss Österreichs 1938 entschied Dora Teleky sich zur Emigration und folgte ihrem Mann Ernst von Brücke im August 1938 über Mailand nach Amerika. Ihre Wohnungseinrichtung, die wissenschaftliche Bibliothek und die medizinischen Instrumente wurden im November 1939 bei Weinmüller versteigert. Ernst von Brücke hatte an der Harvard Medical School ein Lehrangebot und Dora Teleky erhielt die Zulassung als Gynäkologin für den Bundesstaat Massachusetts. Sie arbeitete noch bis 1950 als Ärztin in Boston und kehrte nach ihrer Pensionierung nach Europa zurück, wo sie sich in der Nähe ihrer Schwester bei Zürich niederließ.

## Werke
- Schädigungen des Harnapparates bei Hebosteotomie und extraperitonealem Kaiserschnitt. Wiener Medizinische Wochenschrift, 1911.
- Teratoider Tumor der weiblichen Harnblase. Archiv für klinische Chirurgie Jahrgang 97, 1912, 497.
- Hämaturie bei Frauen. Wiener Medizinische Wochenschrift, 1912.
- Intermittierende Reizblase bei Retroflexio uteri. Zeitschrift für Urologie, 1914.
- Traumatische Striktur der weiblichen Urethra. Zeitschrift für urologische Chirurgie, 1922.
- Vortrag: Ein Fall von Pubertas praecox. Wiener medizinische Wochenschrift, 1922.
- Über Blasenstörungen bei jungen Mädchen. Wiener medizinische Wochenschrift, 1926.
- Zur Ätiologie und Therapie der weiblichen Reizblase. Archiv für klinische Chirurgie 160 (1930), S. 623.